# باي (الصومال)
باي محافظة في جنوب الصومال.